# Franz Buerstedde
Franz Alois Buerstedde (* 21. Juni 1895 in Oer-Erkenschwick; † 6. Dezember 1978 in Hildesheim) war ein deutscher Verwaltungsjurist, kommissarischer Landrat und als Oberkreisdirektor Leiter der Verwaltung des Landkreises Hildesheim-Marienburg.

## Leben
Nach dem Abitur am Gymnasium Petrinum Recklinghausen im Jahre 1914 musste Franz Buerstedde Kriegsdienst leisten, absolvierte ein Studium der Rechtswissenschaften an der Westfälischen Wilhelms-Universität Münster und promovierte 1922 mit der Dissertation „Die Verfassung öffentlicher wirtschaftlicher Betriebe in Deutschland. Ursache und Wege der neuen Reformbewegungen“ zum Dr. jur. Nach seinem Referendariat bei der Bezirksregierung Münster und der großen juristischen Staatsprüfung 1923 wurde er zum Landratsamt Gleiwitz in Oberschlesien überwiesen. Im August 1925 als Leiter der Abteilung II-Allgemeines Polizeirecht an die Polizeiverwaltung Bochum überwiesen, kam er im Dezember 1926 zur Bezirksregierung Münster zurück und übernahm von April 1929 bis Juli 1929 vertretungsweise die Amtsgeschäfte des Münsteraner Landrats. Im Anschluss war er als Regierungsrat bei der Bezirksregierung Pressedezernent.
Bevor Buerstedde im Herbst 1945 kommissarischer Landrat in Hildesheim wurde, war er von September 1933 bis Ende Juni 1936 bei der Bezirksregierung Schleswig und anschließend bei der Bezirksregierung Hildesheim tätig. Von 1946 bis zu seiner Pensionierung zum 30. Juni 1961 war er in Hildesheim als Oberkreisdirektor Leiter der Kreisverwaltung. Willi Plappert war in dieser Zeit als Landrat Repräsentant des Kreises Hildesheim.